# Jaakko Teppo
Jaakko Sakari Teppo (Iisalmi, 16 febbraio 1953 – Joensuu, 26 febbraio 2024) è stato un cantautore finlandese.

## Biografia
Jaakko Teppo nacque a Iisalmi il 16 febbraio 1953. Divenne conosciuto in Scandinavia per aver composto tra gli anni ottanta e anni novanta canzoni satiriche e critiche contro la politica, l'economia e i problemi sociali.
Alcune canzoni di Teppo fecero la storia della musica finlandese, come Pamela, Pilkillä, Hilma ja Onni, Mikko-sika Mallorcalla, Työttömän veisu, Ieva, Rötösrock, Sammakkoprinssi e altre.
Per problemi di salute si ritirò precocemente dalle scene musicali.
Morì a Joensuu il 26 febbraio 2024 all'età di 71 anni.

## Discografia

### Album
- 1980 - Ruikonperän multakurkku
- 1981 - Katuojalaulaja
- 1984 - Onnen kerjäläinen
- 1993 - Uutisraivooja
- 1995 - Pers'aukisten piiritarkastaja

### Singoli
- 1980 - Hilma ja Onni/Haiseva henki
- 1982 - Työttömän laulu/Rakkaus ja metsärahat
- 1982 - Pilkillä/Tuupovaaran yössä
- 1984 - Pamela/Onnen kerjäläinen
- 1984 - Mikko sika Mallorcalla/Rötösrock
- 1986 - Ryynäsen Vartti/Rantaleijona
- 1992 - Sammakkoprinssi/Lenita

## Videografia
- 2006 - Onnen Kerjäläiset